# فا (حساء)
فا هو حساء فيتنامي يتكون من المرقة، نودلز الأرز، أعشاب ولحم (في الغالب يكون لحم بقري) وفي بعض الأحيان الدجاج. تعتبر الفا هي الطبق الوطني في فيتنام.